# Hôtel de région de Champagne-Ardenne

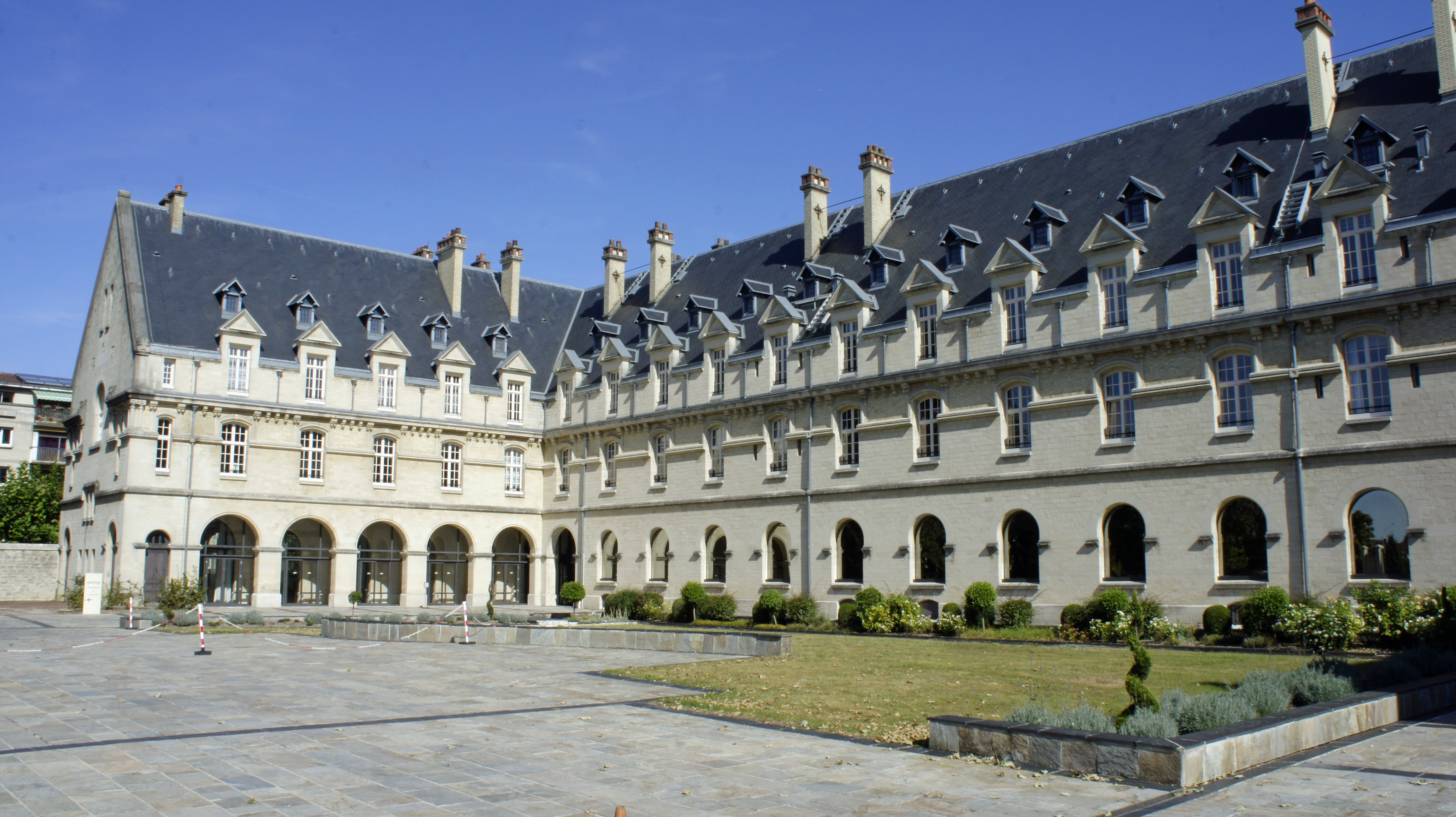
La cour d'accueil.

L'Hôtel de Région de la Champagne-Ardenne, situé rue de Jéricho à Châlons-en-Champagne, est jusqu'en 2015 le siège du Conseil régional de Champagne-Ardenne. Il s'agit de l'ancien grand séminaire du diocèse de Châlons-en-Champagne.

## Situation

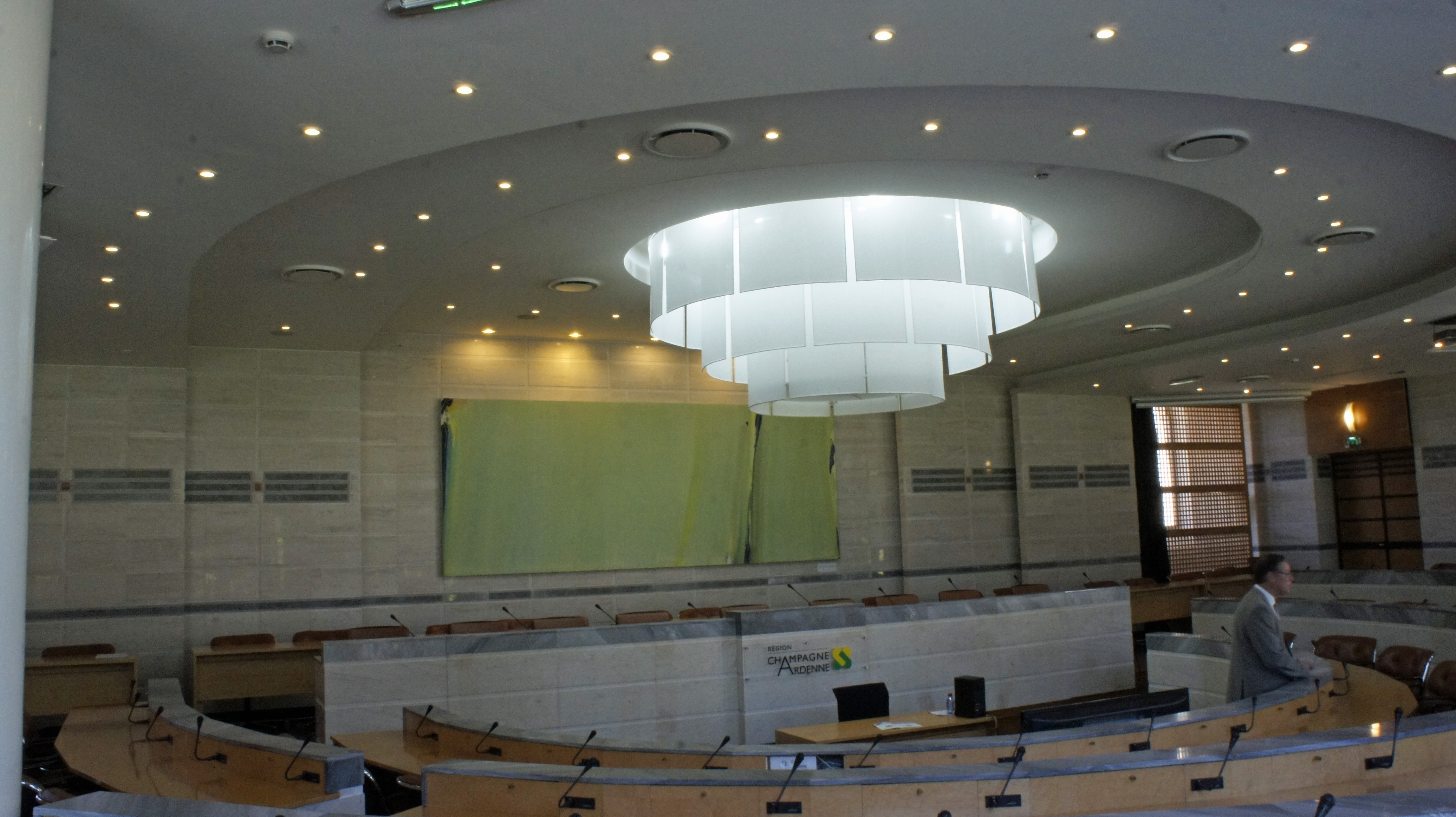
La salle du Conseil régional.

Il se trouve à proximité de la Place Sainte-Croix.

## Historique

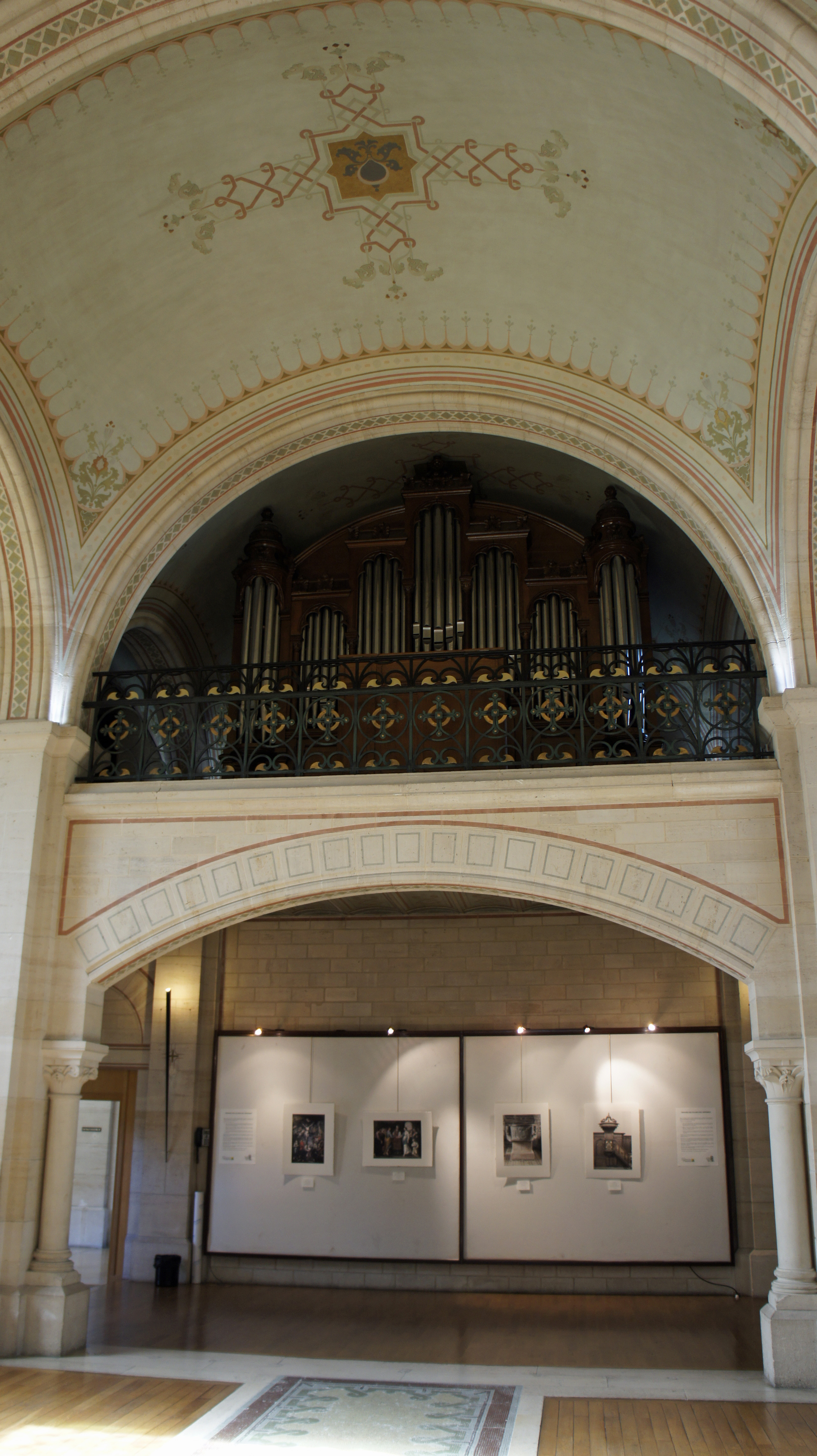
Les orgues de la chapelle.

Le Grand-séminaire était situé depuis sa fondation en 1646 par Félix Vialart de Herse à l'emplacement de l'École nationale supérieure d'arts et métiers de Châlons-en-Champagne. Il en est expulsé à la Révolution et s'installe au Couvent des Cordeliers jusqu'en 1828, puis au couvent Sainte-Marie (actuel Hôtel du Conseil général de la Marne). Le Grand-séminaire s'y trouvant trop à l'étroit, Monseigneur Latty fait construire un nouveau bâtiment à l'emplacement de l'ancien jardin Tisset pour abriter ses étudiants en 1897.
La construction ne s'achève qu'en 1901, dans un style néo-roman, comportant également une chapelle de style néo-byzantine, sous la direction de l'architecte Jules Deperthes. Le bâtiment devient un hôpital pendant la Première Guerre mondiale où est soigné Blaise Cendrars puis est mis en vente en 1985 ; l'Hôtel de Région est inauguré le 24 juin 1988. L'architecture actuelle est le résultat d'un concours et le projet retenu fut celui de Jacques Tequi associé à Jean-Denis Gouzien et François Peiffer. Le parc contient aussi l'ancien Petit-séminaire qui fut un lycée.

## Décorations
Dans la chapelle, les marbres des colonnes viennent des carrières de Ferques, les peintures ornementales sont de G. Defretière, elle est actuellement un lieu d'exposition. L'orgue est inscrit aux Monuments historiques depuis 1979, il est une réalisation de la maison Mutin et date de 1903.
La salle de l'assemblée est décorée d'une œuvre de Olivier Debré, Verts de vigne.
Le bureau du président est l'œuvre de Henri Ciriani en lambris de sycomore, les meubles en noyer ont été réalisés par des apprentis compagnons du devoir de Muizon.
L'ancienne bibliothèque est actuellement une salle de restauration.

## Hôtel de région

### Origine des régions modernes
En 1969, l'échec d'un référendum visant entre autres à élargir le rôle des régions conduisit à la démission de Charles de Gaulle de la présidence de la République. Ce refus peut probablement expliquer pourquoi, lors de la promulgation de la loi du 5 juillet 1972 créant les conseils régionaux, les circonscriptions d'action régionale sont investies de si peu de pouvoirs ; elles cessent toutefois d'être de simples territoires pour devenir des établissements publics. Elles prennent néanmoins désormais le nom de « régions », terme consacré par la loi de décentralisation de 1982 qui vont en faire des collectivités territoriales.
La loi du 2 mars 1982 a institué l'élection des conseillers régionaux au suffrage universel direct, dans le cadre des départements, pour un mandat de six ans renouvelable. La première élection a eu lieu le 16 mars 1986. Les régions sont devenues des collectivités territoriales au même titre que les départements et les communes.

### Origine du projet
De création récente en 1982, les régions s'étoffent au fil des années, avec par exemple en 2006, le transfert de la compétence des ports de l'État aux régions. Le besoin de bâtiments de services est donc en permanente évolution. 